# Излазак Земље
Излазак Земље, или на енглеском језику Earthrise, је назив дат фотографији Земље коју је снимио астронаут Вилијам Андерс 1968. године током мисије Аполо 8. Фотограф Гејлен Роуел изјавио је да је то „најутицајнија еколошка фотографија икада снимљена“. Слична фотографија снимљена је роботском летелицом Лунарни орбитер 1 1966. године, али је она била у црно-белој технологији и веома ниске резолуције. Један писац је изјавио да је објављивање ове фотографије почетак покрета за очување животне средине.

## Детаљи
Излазак Земље је назив дат фотографији којој је агенција НАСА приписала каталошко име AS8-14-2383. Ову фотографију снимио је астронаут Вилијам Андерс током мисије Аполо 8, првог лета са људском посадом у орбиту око Месеца.
Пре него што је Андерс успео да пронађе одговарајући филм у боји од 70mm, командант мисије Аполо 8, астронаут Френк Борман, снимио је црно-белу фотографију изласка Земље на којој граница дана и ноћи на Земљиној лопти (терминатор) додирује Месечев хоризонт. Позиције копнених маса и облака на овој фотографији су исте као на фотографији у боји коју је касније снимио Андерс, а која је касније добила назив Излазак Земље.
Сама фотографија снимљена је из орбите око Месеца, 24. децембра 1968. године, поприлично модификованом камером Хаселблад 500 EL са електричним премотавањем филма. Камера није била опремљена рефлективним тражилом, и у њој се налазио посебно направљен Ektachrome филм од 70mm који је развила позната компанија Кодак. Јавности је доступан аудио снимак разговора који су астронаути водили овом приликом уз транскрипцију, који омогућава да се боље дочара тренутак када је фотографија снимљена – исечак из снимка:

Андерс: О Боже! Погледајте онај призор! Излази Земља. Ох, како је то лепо.
Борман: Хеј, немој то да снимаш, није у протоколу. (у шали)
Андерс: (смеје се) Имаш ли филм у боји, Џиме?
              Додај ми брзо ту ролну филма у боји, хоћеш ли...
Лавел: О човече, то је сјајно!

У том тренутку снимљен је велики број фотографија. На основу аудио снимка мисије може се установити да је снимљено неколико фотографија, на сугестију Бормана, док су и Андерс и Лавел наставили да „шкљоцају“ са усхићењем. Андерс је снимио прву фотографију у боји, затим Лавел који наводи подешавања камере (1/250 део секунде при f/11), а онда Андерс снима још две фотографије са различитом експозицијом.
Црно-бела верзија Борманове фотографије може се видети на 168. страни његове аутобиографије из 1988. године, испод које пише: „Једна од најпознатијих фотографија у историји фотографије – снимљена након што сам отео камеру Билу Андерсу“. Броман је био командант мисије, и наводи (212. страна) да је то фотографија коју је „пошта САД искористила за поштанску марку, и ретко која фотографија је тако често репродукована“. Фотографија која се налази у аутобиографији Френка Бормана није идентична Андерсовој фотографији; осим оријентације, разликују се и облаци на Земљи.
У верзији фотографије која је коришћена за поштанску марку налазе се кратери, боје и облаци који су идентични Андерсовој фотографији. Андерс је од стране Бормана описан као (193. страна) да има „мастер диплому из нуклеарног инжењерства“; тако да је Андерс био „научник међу члановима посаде... који је такође имао задатак да се бави фотографијом, јер ће ти снимци бити од великог значаја приликом слетања на површину Месеца током наредних мисија“.

## Геометрија
На објављеној фотографији на Земљи се могу видети:
- Оријентација полова: јужни је лево, северни је десно (Антарктик је на 10 сати)
- Екватор: у средини, пружа се ка западу, односно горњем десном углу
- Терминатор се пружа преко афричког континента (светлији регион на левој страни је пустиња Намиб, Намибија; десно је Западна Сахара/западна Африка)
- Земља је ротирана 135° у смеру казаљке на сату у односу на класичну оријентацију северни/јужни пол из које најчешће посматрамо Земљу

## Поштанска марка
Пошта САД је 1969. године издала серију поштанских марки у сећање на лет око Месеца мисије Аполо 8. На марки се у боји види фотографија Излазак Земље, и речи „In the beginning God...“ („У почетку Бог...“), алудирајући на читање књиге постања од стране астронаута мисије Аполо 8.

## Видео из 2008.
Дана 6. априла 2008. године снимљен је први видео у Full HD (1080p) резолуцији. Видео је снимила јапанска сонда СЕЛЕНЕ (у Јапану познатија под називом Кагуја) која се налазила у орбити око Месеца и вршила разна истраживања. Након 1 године и 8 месеци у орбити, сонда је наменски срушена на површину Месеца 10. јуна 2009. године у 18.25 УТЦ.

## Видео-симулација из 2013.
Године 2013. на 45. годишњицу мисије Аполо 8, агенција НАСА је објавила видео који детаљно описује како је фотографија Излазак Земље снимљена. Видео је компјутерски генерисан на основу података које је прикупила сонда Лунар реконесанс орбитер, која је прикупила фотографије површине Месеца високе резолуције које су су се могле упоредити са фотографијама које су снимане аутоматском камером сваких 20 секунди током мисије Аполо 8. Резултујућа анимација приказује призоре које су астронаути видели, и синхронизована је са аудио снимком који документује дешавања у тренутку када су чланови посаде постали први људи који су видели „Излазак Земље“.
Две године касније, 2015, агенција НАСА објавила је нову фотографију изласка Земље такође снимљену сондом Лунар реконесанс орбитер. Фотографија је снимљена 12. октобра 2015. у високој резолуцији, док се сонда кретала 134 km изнад површине Месеца брзином од око 1.600 метара у секунди. На фотографији се види Африка (на којој се истиче пустиња Сахара), Атлантски океан и део Европе, Арабијског полуострва и Јужне Америке. Балканско полуострво је такође видљиво, али је прекривено густим облацима.

## Видљивост изласка Земље са површине Месеца
Излазак Земље видљив са површине Месеца био би много другачији од изласка Месеца који се види са површине Земље. Пошто је Месец гравитационо везан са Земљом, једна страна Месеца је увек окренута ка Земљи, док је друга страна овек окренута од Земље. Тумачећи ову чињеницу, могуће је доћи до закључка да је позиција Земље на Месечевом „небу“ фиксна и да не може доћи до „изласка“ Земље изнад хоризонта. Међутим, Месец у извесној мери осцилира, тако да Земља гледано са површине описује Лисажуову фигуру на небу. Та фигура стаје у правоугаоник широк 15°48' и висок 13°20' (у угаоним димензијама), док је угаони пречник Земље гледано са Месеца само око 2°. Све ово доводи до закључа да је „излазак“ Земље видљив само са обода Месечевог диска који је видљив са Земље (што представља око 20% његове површине). Пошто један циклус осцилација траје 27 дана, „изласци“ Земље трају веома дуго – потребно је 48 сати да се изнад хоризонта појави цела Земља.

## Галерија
- Фотографија коју је снимила летелица Лунар орбитер 1 (1966.г.)
- Симулација онога што је посада мисије Аполо 8 видела приликом четврте орбите око Месеца
- Излазак Земље из 2013. године, рекреација која приказује како је Земља изгледала када су је 45 година раније видели Андерс, Борман и Џим Лавел
- Поглед са прозора командног модула мисије Аполо 11. У кадру се виде: лунарни модул Eagle (Орао), површина Месеца и у позадини Земља